# Archaeophya adamsi
Archaeophya adamsi là một loài chuồn chuồn trong họ Corduliidae. Đây là loài đặc hữu của Úc và là một trong những loài chuồn chồn hiếm gặp ở đất nước này. Chúng kiếm thức ăn trong các con sông và suối của vùng ven biển Queensland và New South Wales.